# IZUMO1R
IZUMO1R (англ. IZUMO1 receptor, JUNO) – білок, який кодується однойменним геном, розташованим у людей на короткому плечі 11-ї хромосоми. Довжина поліпептидного ланцюга білка становить 250 амінокислот, а молекулярна маса — 28 672.
| 10         |  | 20         |  | 30         |  | 40         |  | 50         |
| ---------- |  | ---------- |  | ---------- |  | ---------- |  | ---------- |
| MACWWPLLLE |  | LWTVMPTWAG |  | DELLNICMNA |  | KHHKRVPSPE |  | DKLYEECIPW |
| KDNACCTLTT |  | SWEAHLDVSP |  | LYNFSLFHCG |  | LLMPGCRKHF |  | IQAICFYECS |
| PNLGPWIQPV |  | GSLGWEVAPS |  | GQGERVVNVP |  | LCQEDCEEWW |  | EDCRMSYTCK |
| SNWRGGWDWS |  | QGKNRCPKGA |  | QCLPFSHYFP |  | TPADLCEKTW |  | SNSFKASPER |
| RNSGRCLQKW |  | FEPAQGNPNV |  | AVARLFASSA |  | PSWELSYTIM |  | VCSLFLPFLS |
|            |  |            |  |            |  |            |  |            |

A: Аланін

C: Цистеїн

D: Аспарагінова кислота

E: Глутамінова кислота

F: Фенілаланін

G: Гліцин

H: Гістидин

I: Ізолейцин

K: Лізин

L: Лейцин

M: Метіонін

N: Аспарагін

P: Пролін

Q: Глутамін

R: Аргінін

S: Серин

T: Треонін

V: Валін

W: Триптофан

Кодований геном білок за функцією належить до рецепторів. 
Задіяний у таких біологічних процесах, як запліднення, альтернативний сплайсинг. 
Локалізований у клітинній мембрані, мембрані.